# Сатир (лист 1902)
Сатир: забавни лист је српски лист који је излазио у Београду од 1902. до 1903. године.

## Историјат
Сатир: забавни лист излазио је у Београду од 1. априла 1902. године до 20. априла 1903.  године.  Изашло је укупно 57 бројева. Власник и одговорни уредник је био Брана Ђ. Цветковић. Овај лист било је у целини његово ауторско дело. Брана Цветковић се у овом листу афирмисао као карикатуриста, хумориста и сатиричар.

### Политичка оријентисаност листа
Сатиричан лист, под сталном присмотром полиције због инкримисаних чланака уперених против режима. Лист је у време свога излажења уживао углед најбољег српског хумористичног листа

### Периодичност излажења
Лист је излазио само недељом.

### Штампарија
- Штампарија Светозара Николића I/1902; бр.1-бр.40
- Штампарија М. П. Јоцковића II/1903; бр.1-бр.17[1]

### Цена
Цена по броју 0,10 п.д.

### Рубрике
- Недељни рапорт
- С неба у ребра
- Подлистак
- Разно
- Мудре речи
- Ситне шале
- Одговори уредништва

## Сарадници
- Бранислав Нушић [5]
- Стеван Сремац
- Милорад Митровић
- Драгомир Брзак
- Веља Миљковић
- Жарко Илић
- Миле Павловић

## Афоризми,  пошалице и доскочице из Сатира
Уочи мајског преврата 1903. године Сатир Бране Цветковића пише:
```
Увек реци шта мислиш, неће те због тога баш увек ухапсити.
```

```
Дипломате и поличари не држе никад задату реч, али зато држе дугачке говоре.
```

```
Господин: Клипане! Звекане! Коњу! Већ по сата те зовем!
Слуга: Извините, мислио сам да говорите сами са собом.
```

```
Брате, што ниси ту твоју приповетку написао тако да сваки може да разуме?
Зато да бих могао глупацима да објашњавам... Шта, и ти је ниси разумео?
```

```
Адвокат (сељаку): Стриц ти је оставио у наслеђе 12.000 динара, по одбитку трошкова-разних такси и моје награде, примаш 2.500 динара.
Сељак: Сад не знам госпон адвокату, коме је стриц умро, мени или вама? 
[
7
]
```

## Тематика листа
Сатир је био илустрован квалитетним карикатурама, које су пратили епиграми, козерије и хумореске. Сатир је имао задатак да пружи верну слику једног времена, људи и нарави.
Његови епиграми, рапорти, монолози, скечеви, гротеске, комедијске дијалошке сцене, пародије и други хумористични састави дуго су забављали стари Београд и ширу читалачку публику.

## Галерија
- Сатир, број 7, од 12. маја 1902. године, стр.50
- Сатир,број 7, од 12. маја 1902. године, стр.51
- Сатир,број 7, од 12. маја 1902. године, стр.52
- Сатир,број 7, од 12. маја 1902. године, стр.53
- Сатир,број 7, од 12. маја 1902. године, стр.54
- Сатир,број 7, од 12. маја 1902. године, стр.55
- Сатир,број 7, од 12. маја 1902. године, стр.56